# Guía Roji
Guía Roji es una compañía de producción de planos y guías de la República Mexicana.

## Historia
La Guía Roji fue fundada en 1928, surgida a partir de un pasatiempo de Don Joaquín Palacios Roji Lara quien había recorrido la Ciudad de México caminando y en tranvía, recopilando la información, con esta, logró editar y generar el primer mapa con los trazos correspondientes, a sus calles, andadores, plazas, red de tranvías etc., con el objetivo de publicar la primera Guía Roji de la capital de México, que venía en un cuadernillo con índice acompañado de un mapa doblado y donde podías encontrar a su interior el nombre y trazo de calles, avenidas, andadores, plazas, colonias, rutas del tranvía, etc. 
La localización en la hoja de papel mediante cuadrantes, generando un mapa completo y muy funcional, para visualizar mediante un dibujo la información correspondientes que representaba  la ciudad.
Fue creciendo con los años dejando a un lado su oficio de sastre para convertirse en cartógrafo y editor de Guías y mapas en 1950 fundó su compañía cartográfica, manejando una variedad de mapas, tanto de carreteras, como de calles.
A partir de la muerte del fundador, 1962 su hijo Joaquín toma la batuta y el liderazgo de la empresa con lo que emprendería  la decisión de diversificar el mercado incluyendo nuevas versiones actualizadas y mapas de las principales ciudades de México además del primer atlas de carreteras de México, guías turísticas por estado y planos de ciudades, además de gran variedad de productos para colocar en la pared y poder visualizarlo de una manera distinta, también se incrementó su calidad de impresión notablemente al adquirir equipo de impresión de vanguardia.
Para 1993 con el uso notable de las computadoras personales Guía Roji lanzó el primer software mapa electrónico en CD desarrollado totalmente en México que incorpora cartografía de la Ciudad de México.
Su presencia en internet comenzó con en distintas plataformas del momento y en alianzas con distintos grupos importantes de México, ofreciendo mapas en línea a los clientes de distintas publicación. siguió poco tiempo después en el portal de AOL México.
Dado que AOL cerró su portal para México Guía Roji decide lanzarse independientemente colgando su página en 1997 donde fue liberada la primera versión de convirtiéndose en una de las páginas más útiles y no comerciales en México.
Ofreciendo inicialmente en línea mapas de únicamente tres ciudades:
Guadalajara, Monterrey y Ciudad de México
El sitio contaba en aquel entonces con mapas con navegación intuitiva y en general con un aspecto visual muy atractivo.
En el 2009 lanzan una versión llamada directorio roji. El sitio fue muy atractivo y  presentó la herramienta de localización de puntos de interés.
En 2013, al fallecimiento de un socio y al no llegar a un acuerdo entre los herederos la compañía con los socios actuales GUIA ROJI S.A. de C.V. no logra hacer frente a la competencia generada entre la vinculación de empresas extranjeras con el INEGI. 
Para el 2017 se ve en la necesidad de entrar en concurso mercantil ante el Instituto Federal de Especialistas de Concursos Mercantiles (IFECOM), presentando una solicitud de quiebra ante el Juzgado 7° de Distrito en Materia Civil en el Estado de Jalisco en 2018.
2020 ante el fallecimiento del hijo del fundador Don Joaquín, los nietos e hijos Alfredo y Joaquín han retomado el legado familiar para darle continuidad a la tan emblemática tradición de la famosa Guía Roji, visualizando para el 2021 formar una SAPI e invitar a nuevos participantes para entrar de lleno al campo de cartografía bajo demanda y al mundo digital,  con la finalidad de ubicar con veracidad a sus usuarios, como no han dejado de hacerlo la familia roji durante estos ya 92 años.
Actualmente Guía Roji, continúa editando información cartográfica.

## Sitio Web
Su presencia en internet comenzó ofreciendo mapas de su fondo editorial y actualmente personalizados bajo demanda en sus formatos impresos. 
De la misma manera para el año 2019 se lanzó en su sitio web la facilidad de descargar para tabletas y celulares mapas digitales al mercado.

## El, Por las carreteras de México.
Es una de sus ediciones más famosas, consiste en un libro engargolado que pose una manera ingeniosa de navegación por su red de carreteras, con mapas esquemáticos de las principales ciudades, rutas de carreteras con valores de peaje,  zonas arqueológicas, ecoturismo, coloniales tabla de distancias, etc.

## Otras ediciones famosas
- Mapas individuales de cada Estado.
- Red vial, planos de ciudades.
- Guías de ciudades, Version Clasica en libro.
- Atlas turísticos.
- Mapas de pared en gran Formato.